# Guaminí (Buenos Aires)
Pour les articles homonymes, voir Guaminí.
Guaminí est une localité argentine située dans le partido homonyme, dans la province de Buenos Aires.

## Démographie
La localité compte 2 835 habitants (Indec, 2010), ce qui représente une augmentation de 5 % par rapport au recensement précédent qui comptait 2 704 habitants en 2001.

## Personnalités
- Nelly Omar (1911—2013), chanteuse, actrice et compositrice de tango et de folklore ;
- Roque Marrapodi (1929—1994), footballeur.